# Polynema capillatum
Polynema capillatum är en stekelart som beskrevs av Soyka 1956. Polynema capillatum ingår i släktet Polynema och familjen dvärgsteklar. Inga underarter finns listade i Catalogue of Life.